# Axel Birger Åkerhielm
Axel Birger Åkerhielm, född 10 juni 1860 i Höjdebråten, Nysunds socken, Örebro län, död 1930 i Chicago, var en svensk-amerikansk dekorationsmålare.
Han var son till fanjunkaren Carl Eberhard Åkerhielm och Christina Lovisa Eriksson samt bror till Ivar Efraim Åkerhielm. Han utvandrade tidigt till Amerika där han var verksam som dekorationsmålare.  